# Lisjmek
Lisjmek är en sjö i Jokkmokks kommun i Lappland och ingår i Luleälvens huvudavrinningsområde. Sjön har en area på 0,329 kvadratkilometer och ligger 390 meter över havet. Sjön avvattnas av vattendraget Maivesjåkkå (Pälkasjåkkå).

## Delavrinningsområde
Lisjmek ingår i det delavrinningsområde (740521-164255) som SMHI kallar för Inloppet i Tjäkkaure. Medelhöjden är 412 meter över havet och ytan är 6,82 kvadratkilometer. Räknas de 3 avrinningsområdena uppströms in blir den ackumulerade arean 28,59 kvadratkilometer. Maivesjåkkå (Pälkasjåkkå) som avvattnar avrinningsområdet har biflödesordning 3, vilket innebär att vattnet flödar genom totalt 3 vattendrag innan det når havet efter 261 kilometer. Avrinningsområdet består mestadels av skog (93 procent). Avrinningsområdet har 0,33 kvadratkilometer vattenytor vilket ger det en sjöprocent på 4,8 procent.